# Habibi (I Need Your Love)
 (mars 2018).
Si vous disposez d'ouvrages ou d'articles de référence ou si vous connaissez des sites web de qualité traitant du thème abordé ici, merci de compléter l'article en donnant les références utiles à sa vérifiabilité et en les liant à la section « Notes et références ».
Pour les articles homonymes, voir Habibi.
Habibi (I Need Your Love) est une chanson de Shaggy, Mohombi, Faydee et Costi, sortie en 2014.
Dans une version ultérieure spécialement destinée aux marchés de la langue anglaise, la chanson est rebaptisée I Need Your Love et créditée Shaggy en tant qu'artiste principal avec Mohombi, Faydee et Costi. La chanson a été écrite par l'artiste australien d'origine libanaise Faydee et l'artiste roumain Costi. La chanson est en arabe, anglais et espagnol.
Habibi signifie « mon amour » en arabe. En outre, un certain nombre de versions linguistiques mixtes ont été publiées, notamment en bulgare, français et russe.

## Sortie
La principale sortie du single Habibi a les collaborations vocales du chanteur jamaïcain de reggae et de deejay Shaggy (Orville Richard Burrell), le chanteur suédois d'origine congolaise et suédoise Mohombi (Mohombi Nzasi Moupondo), ainsi qu'en tant que co-scénaristes et interprètes, le chanteur américano-libanais Faydee (Fady Fatrouni) et le Roumain Costi Ioniță. 
La chanson a été publiée en 2014, devenant très populaire dans les boîtes de nuit internationalement. Le Moyen-Orient et le monde arabe, l'Australie, l'Europe continentale, notamment les Balkans et l'Europe de l'Est (principalement la Roumanie et la Moldavie) ont largement contribué au succès. Diverses versions locales sont également devenues populaires en Russie et sur le continent asiatique.

## Vidéo
Un vidéoclip a été tourné à Valence (Espagne), où les quatre artistes se sont amusés dans un lieu de concert, dans un stade, lors d'un festival et sur diverses attractions touristiques en Espagne et sur un yacht dans la mer. La vidéo a été produite par le chanteur roumain Costi à travers sa société de production de disques et de vidéos. Tout comme dans la version principale, il y a deux versions de la vidéo, dont l'arabe Habibi et l'autre qui exclut l'arabe pour les marchés de langue anglaise comme "J'ai besoin de votre amour".

## I Need Your Love
Une version spéciale destinée aux marchés américain, britannique, japonais et australien exclut les segments en langue arabe, car Faydee interprète ses propres parties en anglais. Cette version spéciale exclut le mot arabe Habibi dans le titre en le réitérant comme « j'ai besoin de votre amour ». La sortie est créditée à Shaggy en tant qu'interprète principal avec le crédit complet comme « Shaggy featuring Mohombi, Faydee, Costi ».
Cette version sur RED Associated Labels, une division de Sony Music Entertainment a été un succès aux États-Unis et un succès mineur au Royaume-Uni.
À la mi-mai 2015, I Need Your Love a été classé no 66 au Billboard Hot 100 des États-Unis, devenant ainsi le premier succès de Shaggy dans le Top 100 depuis son album Angel (en) en Amérique.

## Version multilingue
La chanson s'est avérée populaire et de nombreuses versions locales ont également été produites grâce à des collaborations avec des artistes locaux connus, notamment :
- La chanteuse bulgare Galena en tant que Habibi dans une version en langue bulgare contenant quelques mélanges en arabe par Faydee et en anglais et en espagnol. La version a été créditée à Galena featuring Faydee.
- Le chanteur ouzbek Shahzoda dans une version en langue russe également avec quelques versets supplémentaires en arabe par Faydee, et en anglais et en espagnol par Costi.  Cette version a été rebaptisée Habibi (Улыбнись и все Ок) (signifiant « Habibi, sourire et tout ira bien » en russe). La version a été créditée à Shahzoda mettant en vedette Faydee & Dr. Costi. Un clip séparé a été tourné pour cette version.
- version multilingue comprenant des vers en français a été publiée pour la France et les marchés francophones en Belgique et en Suisse sous le titre Habibi Love (French Kiss). Les versets français supplémentaires sont chantés par Mohombi.
- Une version bilingue espagnole aux côtés de l'anglais a été publiée comme J'ai besoin de votre amour (Te Quiero Mas) et a été créditée à Shaggy mettant en vedette Mohombi, Faydee, Costi.

Plus tard, une version de remix pan-latin a été publiée comme Te Quiero Mas avec des paroles supplémentaires chantées par Don Omar et Farruko. Le remix a été crédité à Shaggy avec Don Omar, Farruko, Faydee, Mohombi & Costi et a été produit par Costo.

## En direct
Faydee l'a interprétée en live lors des MTV Music Awards en Roumanie diffusés sur MTV Romania le 10 octobre 2014.
La version bulgare a été interprétée en direct par Galena, Faydee et Costi lors d'un gala diffusé sur la station bulgare Planeta HD.
Faydee a également eu un certain nombre d'apparitions dans des interviews sur des stations de télévision et de radio principalement roumaines interprétant des versions live de la chanson.